# Larchant
Larchant ist eine französische Gemeinde mit 729 Einwohnern (Stand: 1. Januar 2022) im Département Seine-et-Marne in der Region Île-de-France. Sie gehört zum Arrondissement Fontainebleau und zum Kanton Nemours.

## Lage
Die Gemeinde liegt im Regionalen Naturpark Gâtinais français.
| La Chapelle-la-Reine |                  | Villiers-sous-Grez, Grez-sur-Loing |
| Amponville           | Kompass          | Saint-Pierre-lès-Nemours           |
| Guercheville         | Chevrainvilliers |                                    |

## Wirtschaft

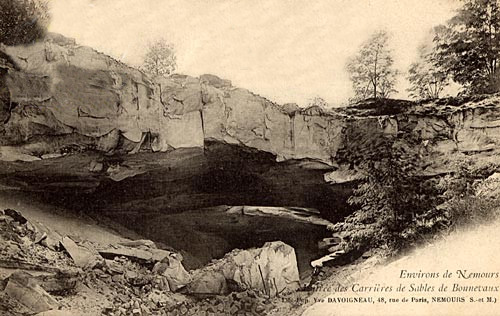
Eingang der Sandgrube Bonnevaux

Die Sandgruben, Steinbrüche und Untertage-Bergwerke von Larchant dienen der Gewinnung von Sand für die Glasherstellung und für die Herstellung von Gussformen in Gießereien sowie zur Gewinnung von Baumaterial. Sie waren über die Feldbahnen der Sandgruben von Nemours mit dem Canal du Loing in Nemours verbunden.

## Sehenswürdigkeiten
Siehe auch: Liste der Monuments historiques in Larchant
- Basilika Saint-Mathurin
- Bauernhof mit Taubenturm
- Grotte à la peinture, Höhlenmalereien

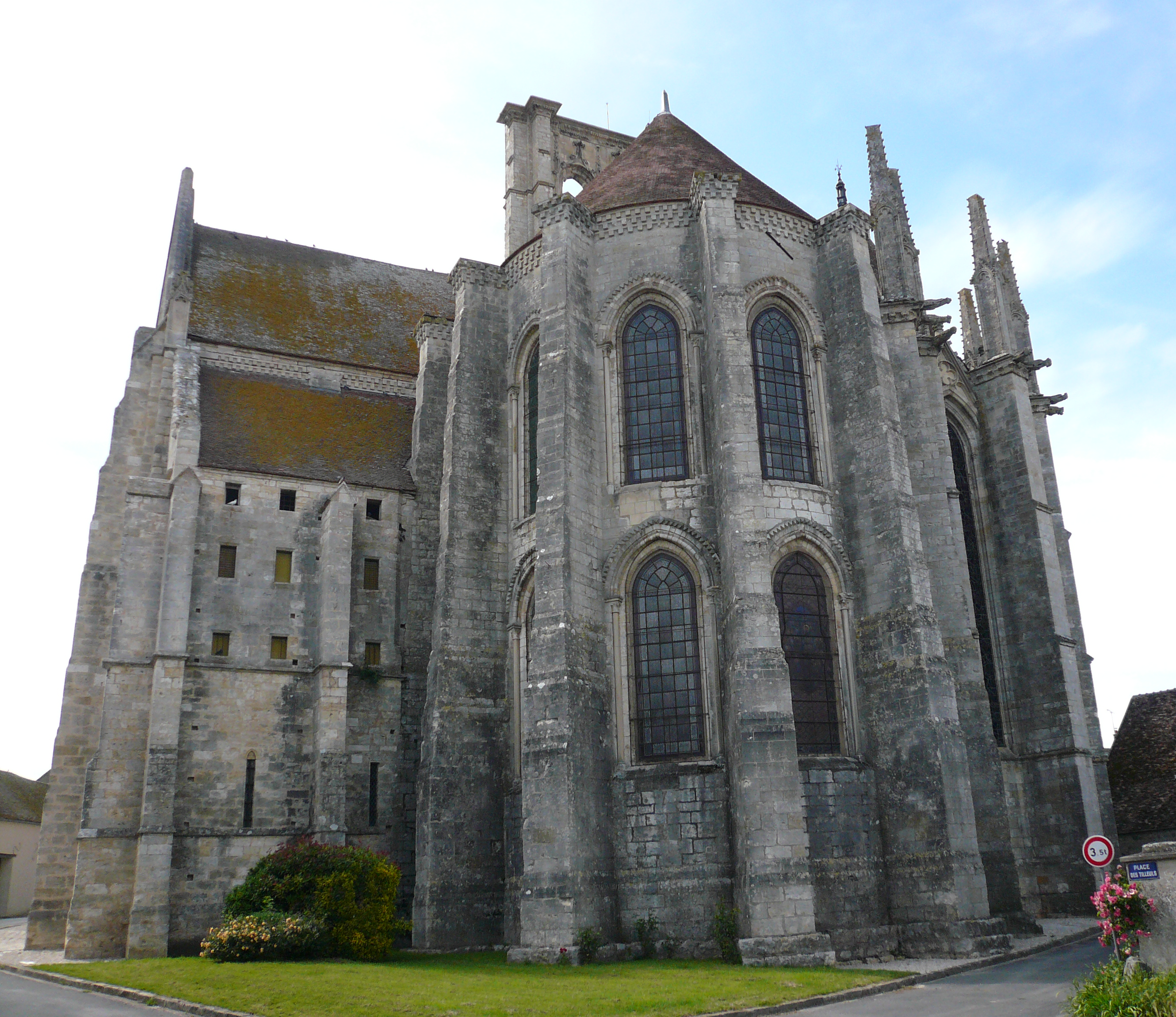
Basilika Saint-Mathurin
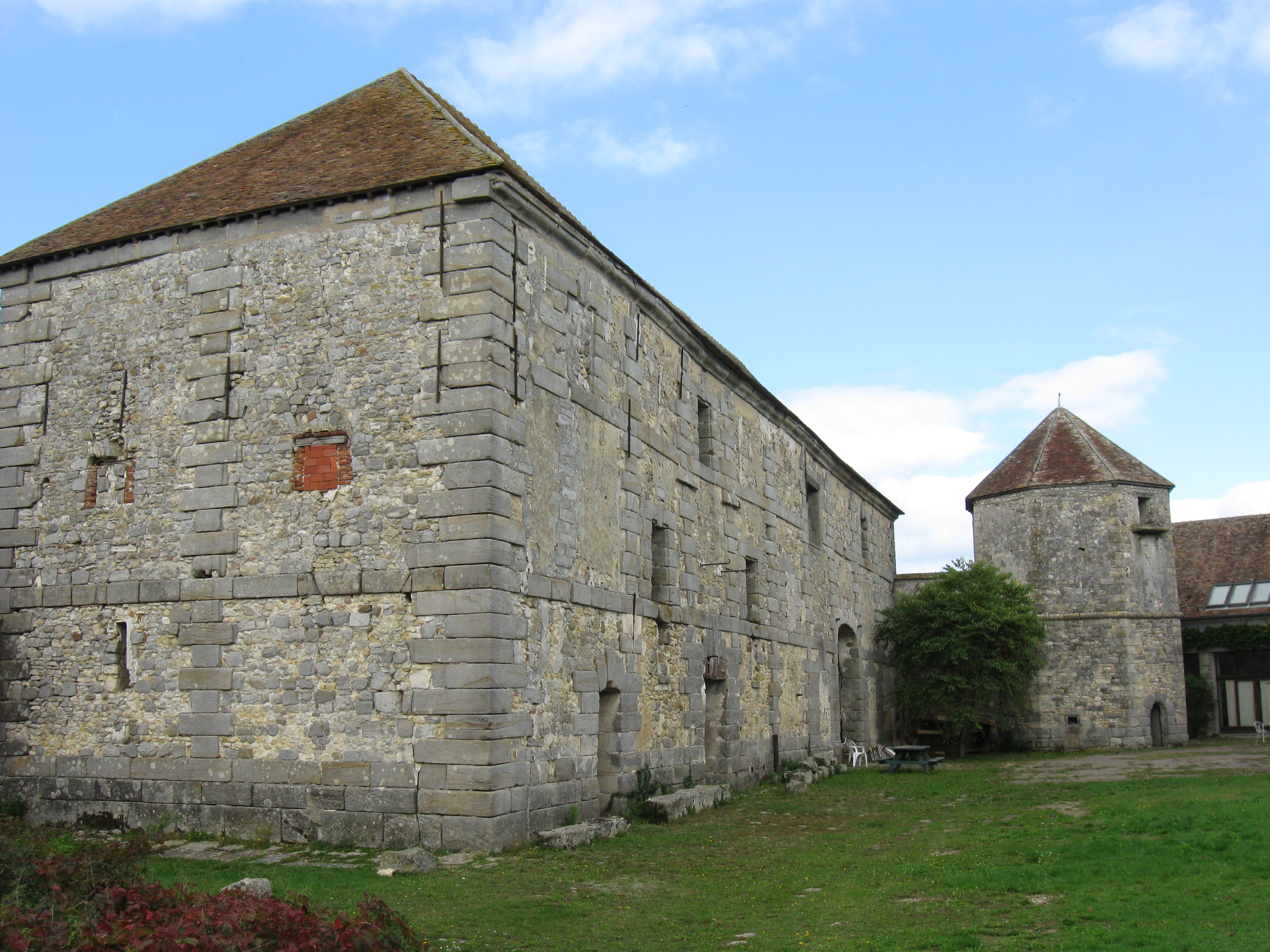
„Ferme du Chapitre“
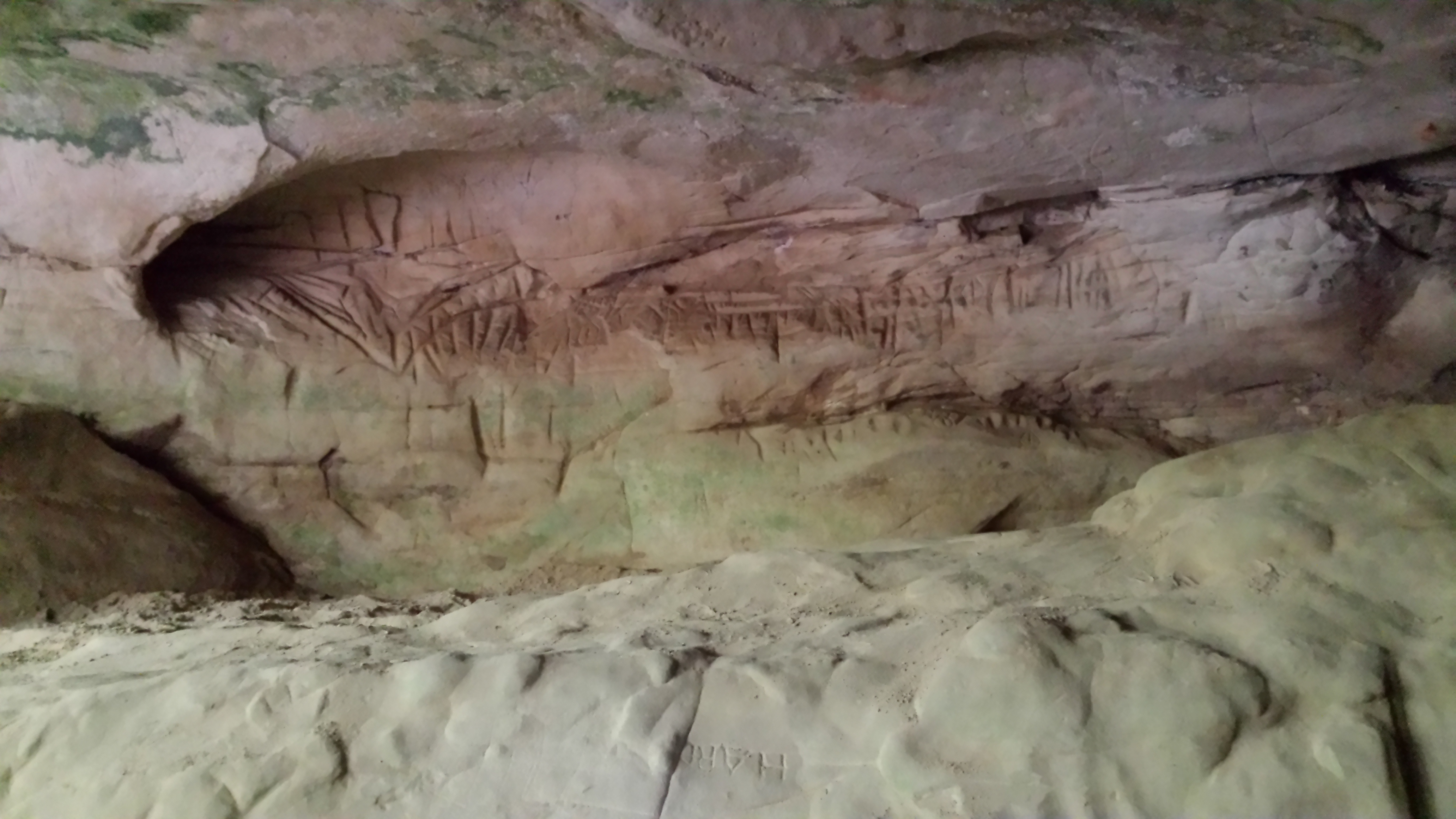
Grotte à la peinture, Höhlenmalerei